# Sommer-Paralympics 2012/Leichtathletik
Ergebnisse der Leichtathletikwettkämpfe der Sommer-Paralympics 2012 vom 31. August bis 9. September im Olympiastadion London.

## Medaillenspiegel
Endstand nach 170 Entscheidungen.
Hinweis: Reihenfolge gleich platzierter Ländermannschaften in alphabetischer Folge der olympischen Länderkürzel

| Medaillenspiegel Leichtathletik | Medaillenspiegel Leichtathletik | Medaillenspiegel Leichtathletik | Medaillenspiegel Leichtathletik | Medaillenspiegel Leichtathletik | Medaillenspiegel Leichtathletik |
| Platz                           | Land                            | G                               | S                               | B                               | Gesamt                          |
| ------------------------------- | ------------------------------- | ------------------------------- | ------------------------------- | ------------------------------- | ------------------------------- |
| 01                              | Volksrepublik China             | 33                              | 29                              | 24                              | 86                              |
| 02                              | Russland                        | 19                              | 12                              | 5                               | 36                              |
| 03                              | Vereinigtes Königreich          | 11                              | 7                               | 11                              | 29                              |
| 04                              | Vereinigte Staaten              | 9                               | 6                               | 13                              | 28                              |
| 05                              | Tunesien                        | 9                               | 5                               | 5                               | 19                              |
| 06                              | Ukraine                         | 8                               | 7                               | 7                               | 22                              |
| 07                              | Kuba                            | 7                               | 4                               |                                 | 11                              |
| 08                              | Brasilien                       | 7                               | 8                               | 3                               | 18                              |
| 09                              | Polen                           | 6                               | 7                               | 5                               | 18                              |
| 10                              | Australien                      | 5                               | 9                               | 13                              | 27                              |
| 11                              | Iran                            | 5                               | 5                               | 3                               | 13                              |
| 12                              | Deutschland                     | 5                               | 3                               | 10                              | 18                              |
| 13                              | Südafrika                       | 4                               | 7                               | 6                               | 17                              |
| 14                              | Algerien                        | 4                               | 6                               | 6                               | 16                              |
| 15                              | Frankreich                      | 4                               | 4                               | 5                               | 13                              |
| 16                              | Irland                          | 4                               | 1                               | 1                               | 6                               |
| 17                              | Spanien                         | 3                               | 2                               |                                 | 5                               |
| 18                              | Marokko                         | 3                               |                                 | 3                               | 6                               |
| 19                              | Italien                         | 2                               | 3                               | 1                               | 6                               |
| 20                              | Mexiko                          | 2                               | 2                               | 5                               | 9                               |
| 21                              | Kenia                           | 2                               | 2                               | 2                               | 6                               |
| 22                              | Serbien                         | 2                               | 1                               |                                 | 3                               |
| 23                              | Österreich                      | 2                               |                                 | 3                               | 5                               |
| 24                              | Finnland                        | 2                               |                                 | 1                               | 3                               |
| 25                              | Kanada                          | 1                               | 5                               | 3                               | 9                               |
| 26                              | Niederlande                     | 1                               | 4                               | 2                               | 7                               |
| 26                              | Schweiz                         | 1                               | 4                               | 2                               | 7                               |
| 28                              | Aserbaidschan                   | 1                               | 1                               | 2                               | 4                               |
| 29                              | Belgien                         | 1                               | 1                               | 1                               | 3                               |
| 30                              | Lettland                        | 1                               | 1                               |                                 | 2                               |
| 30                              | Namibia                         | 1                               | 1                               |                                 | 2                               |
| 32                              | Angola                          | 1                               |                                 | 1                               | 2                               |
| 32                              | Dänemark                        | 1                               |                                 | 1                               | 2                               |
| 34                              | Chile                           | 1                               |                                 |                                 | 1                               |
| 34                              | Fidschi                         | 1                               |                                 |                                 | 1                               |
| 34                              | Jamaika                         | 1                               |                                 |                                 | 1                               |
| 37                              | Japan                           |                                 | 3                               | 1                               | 4                               |
| 38                              | Kroatien                        |                                 | 2                               | 2                               | 4                               |
| 38                              | Thailand                        |                                 | 2                               | 2                               | 4                               |
| 40                              | Bulgarien                       |                                 | 2                               | 1                               | 3                               |
| 40                              | Tschechien                      |                                 | 2                               | 1                               | 3                               |
| 40                              | Südkorea                        |                                 | 2                               | 1                               | 3                               |
| 43                              | Griechenland                    |                                 | 1                               | 4                               | 5                               |
| 44                              | Ägypten                         |                                 | 1                               | 2                               | 3                               |
| 45                              | Irak                            |                                 | 1                               | 1                               | 2                               |
| 45                              | Vereinigte Arabische Emirate    |                                 | 1                               | 1                               | 2                               |
| 47                              | Kolumbien                       |                                 | 1                               |                                 | 1                               |
| 47                              | Äthiopien                       |                                 | 1                               |                                 | 1                               |
| 47                              | Hongkong                        |                                 | 1                               |                                 | 1                               |
| 47                              | Indien                          |                                 | 1                               |                                 | 1                               |
| 47                              | Saudi-Arabien                   |                                 | 1                               |                                 | 1                               |
| 47                              | Schweden                        |                                 | 1                               |                                 | 1                               |
| 53                              | Belarus                         |                                 |                                 | 2                               | 2                               |
| 54                              | Argentinien                     |                                 |                                 | 1                               | 1                               |
| 54                              | Ungarn                          |                                 |                                 | 1                               | 1                               |
| 54                              | Malaysia                        |                                 |                                 | 1                               | 1                               |
| 54                              | Nigeria                         |                                 |                                 | 1                               | 1                               |
| 54                              | Norwegen                        |                                 |                                 | 1                               | 1                               |
| 54                              | Portugal                        |                                 |                                 | 1                               | 1                               |
| 54                              | Sri Lanka                       |                                 |                                 | 1                               | 1                               |
| 54                              | Venezuela                       |                                 |                                 | 1                               | 1                               |

## Erfolgreichste Teilnehmer
| Teilnehmer mit mindestens zwei Goldmedaillen | Teilnehmer mit mindestens zwei Goldmedaillen | Teilnehmer mit mindestens zwei Goldmedaillen | Teilnehmer mit mindestens zwei Goldmedaillen | Teilnehmer mit mindestens zwei Goldmedaillen |
| Name                                         | Land                                         | Gold                                         | Silber                                       | Bronze                                       |
| -------------------------------------------- | -------------------------------------------- | -------------------------------------------- | -------------------------------------------- | -------------------------------------------- |
| Raymond Martin                               | USA                                          | 4                                            |                                              |                                              |
| David Weir                                   | GBR                                          | 4                                            |                                              |                                              |
| Margarita Gontscharowa                       | RUS                                          | 3                                            | 1                                            |                                              |
| Tatyana McFadden                             | USA                                          | 3                                            |                                              | 1                                            |
| Yunidis Castillo                             | CUB                                          | 3                                            |                                              |                                              |
| Jelena Iwanowa                               | RUS                                          | 3                                            |                                              |                                              |
| Li Huzhao                                    | CHN                                          | 3                                            |                                              |                                              |
| Jewgenij Schwezow                            | RUS                                          | 3                                            |                                              |                                              |
| Wang Zhiming                                 | CHN                                          | 3                                            |                                              |                                              |
| Huang Lisha                                  | CHN                                          | 2                                            | 1                                            | 1                                            |
| Abderrahim Zhiou                             | TUN                                          | 2                                            | 1                                            | 1                                            |
| Zhou Hongzhuan                               | CHN                                          | 2                                            | 1                                            | 1                                            |
| Alexej Labzin                                | RUS                                          | 2                                            | 1                                            |                                              |
| Liu Fuliang                                  | CHN                                          | 2                                            | 1                                            |                                              |
| Liu Ping                                     | CHN                                          | 2                                            | 1                                            |                                              |
| Oscar Pistorius                              | RSA                                          | 2                                            | 1                                            |                                              |
| Fjodor Trikolitsch                           | RUS                                          | 2                                            | 1                                            |                                              |
| Roman Pawlyk                                 | UKR                                          | 2                                            |                                              | 2                                            |
| Alexej Aschpatow                             | RUS                                          | 2                                            |                                              |                                              |
| Hannah Cockroft                              | GBR                                          | 2                                            |                                              |                                              |
| Omara Durand                                 | CUB                                          | 2                                            |                                              |                                              |
| Assia El Hannouni                            | FRA                                          | 2                                            |                                              |                                              |
| Terezinha Guilhermina                        | BRA                                          | 2                                            |                                              |                                              |
| Birgit Kober                                 | GER                                          | 2                                            |                                              |                                              |
| Walid Ktila                                  | TUN                                          | 2                                            |                                              |                                              |
| Günther Matzinger                            | AUT                                          | 2                                            |                                              |                                              |
| Michael McKillop                             | IRL                                          | 2                                            |                                              |                                              |
| Mi Na                                        | CHN                                          | 2                                            |                                              |                                              |
| Evan O’Hanlon                                | AUS                                          | 2                                            |                                              |                                              |
| Jason Smyth                                  | IRL                                          | 2                                            |                                              |                                              |
| Yang Liwan                                   | CHN                                          | 2                                            |                                              |                                              |
| Zhang Lixin                                  | CHN                                          | 2                                            |                                              |                                              |
| Jurij Zaruk                                  | UKR                                          | 2                                            |                                              |                                              |

## Deutsche Medaillengewinner
| Medaillengewinner aus Deutschland | Medaillengewinner aus Deutschland | Medaillengewinner aus Deutschland | Medaillengewinner aus Deutschland |
| Name                              | Gold                              | Silber                            | Bronze                            |
| --------------------------------- | --------------------------------- | --------------------------------- | --------------------------------- |
| Birgit Kober                      | 2                                 |                                   |                                   |
| Heinrich Popow                    | 1                                 |                                   | 2                                 |
| Markus Rehm                       | 1                                 |                                   | 1                                 |
| Sebastian Ernst Klaus Dietz       | 1                                 |                                   |                                   |
| Wojtek Czyz                       |                                   | 1                                 | 2                                 |
| Marie Brämer-Skowronek            |                                   | 1                                 |                                   |
| Marianne Buggenhagen              |                                   | 1                                 |                                   |
| Claudia Nicoleitzik               |                                   |                                   | 2                                 |
| David Behre                       |                                   |                                   | 1                                 |
| Michaela Flöth                    |                                   |                                   | 1                                 |
| Katrin Green                      |                                   |                                   | 1                                 |
| Jana Schmidt                      |                                   |                                   | 1                                 |
| Maria Seifert                     |                                   |                                   | 1                                 |
| Martina Willing                   |                                   |                                   | 1                                 |

## Männer

### 100 m
| Klasse | Datum    | Goldmedaille            | Goldmedaille | Silbermedaille                   | Silbermedaille | Bronzemedaille       | Bronzemedaille | Wind (m/s) |
| Klasse | Datum    | Name (Land)             | Zeit (s)     | Name (Land)                      | Zeit (s)       | Name (Land)          | Zeit (s)       | Wind (m/s) |
| T11    | 08.09.12 | Xue Lei CHN             | 11,17        | Lucas Prado BRA                  | 11,25          | Felipe Gomes BRA     | 11,27          | −0,3       |
| T12    | 04.09.12 | Fjodor Trikolitsch RUS  | 10,81        | Mateusz Michalski POL            | 10,88          | Li Yansong CHN       | 10,91          | +0,4       |
| T13    | 01.09.12 | Jason Smyth IRL         | 10,46        | Luis Felipe Gutierrez CUB        | 11,02          | Jonathan Ntutu RSA   | 11,03          | +0,6       |
| T34    | 08.09.12 | Walid Ktila TUN         | 15,91        | Rheed McCracken AUS              | 16,30          | Mohamed Hammadi UAE  | 16,41          | +0,1       |
| T35    | 01.09.12 | Jurij Zaruk UKR         | 12,62        | Teboho Mokgalagadi RSA           | 13,10          | Fu Xinhan CHN        | 13,12          | −0,2       |
| T36    | 02.09.12 | Jewgenij Schwezow RUS   | 12,08        | Graeme Ballard GBR               | 12,24          | Roman Pawlyk UKR     | 12,26          | +0,8       |
| T37    | 08.09.12 | Fanie van der Merwe RSA | 11,51        | Liang Yongbin CHN                | 11,51          | Roman Karpanow RUS   | 11,56          | +0,4       |
| T38    | 01.09.12 | Evan O’Hanlon AUS       | 10,79        | Dyan Buis RSA                    | 11,11          | Zhou Wenjun CHN      | 11,22          | +0,4       |
| T42    | 07.09.12 | Heinrich Popow GER      | 12,40        | Scott Reardon AUS                | 12,43          | Wojtek Czyz GER      | 12,52          | −0,1       |
| T44    | 06.09.12 | Jonnie Peacock GBR      | 10,90        | Richard Browne USA               | 11,03          | Arnu Fourie RSA      | 11,08          | 0,0        |
| T46    | 06.09.12 | Zhao Xu CHN             | 11,05        | Raciel Gonzalez Isidoria CUB     | 11,08          | Ola Obidogun GBR     | 11,23          | +0,2       |
| T51    | 03.09.12 | Toni Piispanen FIN      | 21,72        | Alvise de Vidi ITA               | 22,60          | Mohamed Berrahal ALG | 22,97          | 0,0        |
| T52    | 01.09.12 | Raymond Martin USA      | 17,02        | Salvador Hernandez Mondragon MEX | 17,64          | Paul Nitz USA        | 17,99          | +0,1       |
| T53    | 03.09.12 | Mickey Bushell GBR      | 14,75        | Zhao Yufei CHN                   | 15,09          | Yu Shiran CHN        | 15,20          | +0,2       |
| T54    | 02.09.12 | Leo Pekka Tahti FIN     | 13,79        | Liu Yang CHN                     | 13,92          | Saichon Konjen THA   | 14,10          | −0,1       |

*Weltrekord

Weitere Teilnehmer deutschsprachiger Länder:
- Niels Stein  GER: T35, Platz 6, 13,52 s
- Thomas Ulbricht  GER: T 12, im Vorlauf ausgeschieden (Runde 1 von 2), 11,29 s
- David Behre  GER: T44, im Vorlauf ausgeschieden (Runde 1 von 2), 12,27 s
- Markus Rehm  GER: T44, im Vorlauf ausgeschieden (Runde 1 von 2), 11,92 s
- Robert Mayer  AUT: T44, im Vorlauf ausgeschieden (Runde 1 von 2), 12,61 s
- Beat Bösch:  SUI: T52, Platz 4, 18,41 s
- Thomas Geierspichler:  AUT: T52, Platz 7, 19,01 s
- Marc Schuh  GER: T54, Platz 5, 14,61 s

### 200 m
| Klasse | Datum    | Goldmedaille                                        | Goldmedaille | Silbermedaille                                          | Silbermedaille | Bronzemedaille                                        | Bronzemedaille | Wind (m/s) |
| Klasse | Datum    | Name, Land                                          | Zeit (s)     | Name, Land                                              | Zeit (s)       | Name, Land                                            | Zeit (s)       | Wind (m/s) |
| T11    | 03.09.12 | Felipe Gomes BRA mit Leonardo Souza Lopes als Guide | 22,97        | Daniel Silva BRA mit Heitor de Oliveira Sales als Guide | 22,99          | Jose Sayovo Armando ANG mit Nicolau Palanca als Guide | 23,10          | −0,3       |
| T12    | 08.09.12 | Mateusz Michalski POL                               | 21,56        | Fjodor Trikolitsch RUS                                  | 21,81          | Li Yansong CHN                                        | 22,04          | +1,0       |
| T13    | 07.09.12 | Jason Smyth IRL                                     | 21,05        | Alexej Labsin RUS                                       | 21,95          | Artjom Loginow RUS                                    | 22,03          | −0,3       |
| T34    | 04.09.12 | Walid Ktila TUN                                     | 27,98        | Mohamed Hammadi UAE                                     | 28,95          | Rheed McCracken AUS                                   | 29,08          | −0,4       |
| T35    | 06.09.12 | Jurij Zaruk UKR                                     | 25,86        | Fu Xinhan CHN                                           | 26,21          | Hernan Barreto ARG                                    | 26,59          | −0,2       |
| T36    | 06.09.12 | Roman Pawlyk UKR                                    | 24,70        | So Wa Wai HKG                                           | 24,77          | Ben Rushgrove GBR                                     | 24,83          | 0,0        |
| T37    | 31.08.12 | Roman Kapranow RUS                                  | 23,10 *      | Guangxu Shang CHN                                       | 23,15          | Omar Monterola VEN                                    | 23,34          | +0,2       |
| T38    | 08.09.12 | Evan O’Hanlon AUS                                   | 21,82        | Dyan Buis RSA                                           | 22,51          | Mohamed Farhat Chida TUN                              | 22,65          | −0,2       |
| T42    | 01.09.12 | Richard Whitehead GBR                               | 24,38        | Shaquille Vance USA                                     | 25,55          | Heinrich Popow GER                                    | 25,90          | +0,3       |
| T44    | 02.09.12 | Alan Fonteles Cardoso Oliveira BRA                  | 21,45        | Oscar Pistorius RSA                                     | 21,52          | Blake Leeper USA                                      | 22,46          | −0,1       |
| T46    | 02.09.12 | Yohansson Nascimento BRA                            | 22,05        | Raciel Gonzalez Isidoria CUB                            | 22,15          | Simon Patmore AUS                                     | 22,36          | +0,1       |
| T52    | 08.09.12 | Raymond Martin USA                                  | 30,25        | Tomoya Ito JPN                                          | 31,60          | Salvador Hernandez Mondragon MEX                      | 31,81          | 0,0        |
| T53    | 07.09.12 | Li Huzhao CHN                                       | 25,61        | Brent Lakatos CAN                                       | 25,85          | Zhao Yufei CHN                                        | 26,00          | +0,2       |

*Bestehender Weltrekord eingestellt

Weitere Platzierungen von Teilnehmern deutschsprachiger Länder:
- T12: Matthias Schröder, im Vorlauf ausgeschieden (Runde 1 von 3)
- T12: Thomas Ulbricht, im Semifinale ausgeschieden (Runde 2 von 3)
- T35: Niels Stein, Platz 7 (27,89 s)
- T44: David Behre, Platz 7 (23,71 s)
- T52: Beat Bösch, Platz 4 (32,75 s)

### 400 m
| Klasse | Datum    | Goldmedaille                                          | Goldmedaille | Silbermedaille                                      | Silbermedaille | Bronzemedaille                                             | Bronzemedaille |
| Klasse | Datum    | Name (Land), ggf. Klasse                              | Zeit (s)     | Name (Land), ggf. Klasse                            | Zeit (s)       | Name (Land), ggf. Klasse                                   | Zeit (s)       |
| ------ | -------- | ----------------------------------------------------- | ------------ | --------------------------------------------------- | -------------- | ---------------------------------------------------------- | -------------- |
| T11    | 07.09.12 | Jose Sayovo Armando mit Palanca Nicolau als Guide ANG | 50,75        | Lucas Prado mit Alves Martins Laercio als Guide BRA | 51,44          | Gauthier Tresor Makunda mit Laneyrie Antoine als Guide FRA | 52,45          |
| T12    | 06.09.12 | Mahmoud Khaldi TUN                                    | 48,52        | Hilton Langenhoven RSA                              | 49,04          | Jorge Benjamin Gonzalez Sauceda MEX                        | 50,41          |
| T13    | 02.09.12 | Alexej Labkin RUS                                     | 48,59        | Alexander Swerew RUS                                | 48,83          | Mohamed Amguoun MAR                                        | 49,45          |
| T36    | 04.09.12 | Jewgenij Schwetzow RUS                                | 53,31        | Paul Blake GBR                                      | 54,22          | Roman Pawlyk UKR                                           | 55,18          |
| T38    | 03.09.12 | Farhat Chida TUN                                      | 50,43        | Zhou Wenjun CHN                                     | 51,56          | Union Sekailwe RSA                                         | 51,97          |
| T44    | 08.09.12 | Oscar Pistorius RSA, T43                              | 46,68        | Blake Leeper USA, T43                               | 50,14          | David Prince USA, T44                                      | 50,61          |
| T46    | 04.09.12 | Günther Matzinger AUT, T46                            | 48,45        | Yohansson Nascimento BRA, T45                       | 49,21          | Pradeep Sanjaya Uggl Dena Pathirannehelag SRI, T46         | 49,28          |
| T52    | 03.09.12 | Raymond Martin USA                                    | 58,54        | Tomoya Ito JPN                                      | 60,40          | Thomas Geierspichler AUT                                   | 64,64          |
| T53    | 02.09.12 | Li Huzhao CHN                                         | 49,70        | Brent Lakatos CAN                                   | 50,17          | Richard Colman AUS                                         | 50,24          |
| T54    | 07.09.12 | Zhang Lixin CHN                                       | 46,88        | Kenny van Weeghel NED                               | 47,12          | Liu Chengming CHN                                          | 47,36          |

Weitere deutsche Teilnehmer:
- Marc Schuh: T54, Platz 6, 48,42 s

### 800 m
| Klasse | Datum    | Goldmedaille              | Goldmedaille | Silbermedaille      | Silbermedaille | Bronzemedaille                     | Bronzemedaille |
| Klasse | Datum    | Name (Land)               | Zeit (min)   | Name (Land)         | Zeit (min)     | Name (Land)                        | Zeit (min)     |
| ------ | -------- | ------------------------- | ------------ | ------------------- | -------------- | ---------------------------------- | -------------- |
| T12    | 05.09.12 | Lazaro Rashid Aguilar CUB | 1:56,42      | Jegor Scharow RUS   | 1:56,65        | David Devine GBR                   | 1:58,72        |
| T13    | 08.09.12 | Abdellatif Baka ALG       | 1:53,01      | David Korir KEN     | 1:53,16        | Abdelillah Mame MAR                | 1:53,40        |
| T36    | 06.09.12 | Jewgenij Schwezow RUS     | 2:05,32      | Artjom Arefijew RUS | 2:06,13        | Paul Blake GBR                     | 2:08,24        |
| T37    | 01.09.12 | Michael McKillop IRL      | 1:57,22      | Mohamed Charmi TUN  | 2:01,45        | Brad Scott AUS                     | 2:02,04        |
| T46    | 08.09.12 | Günther Matzinger AUT     | 1:51,82      | Samir Nouioua ALG   | 1:52,33        | Hermas Muvunyi RWA                 | 1:52,80        |
| T52    | 07.09.12 | Raymond Martin USA        | 2:00,34      | Tomoya Ito JPN      | 2:00,62        | Leonardo de Jesus Perez Juarez MEX | 2:01,18        |
| T53    | 05.09.12 | Richard Colman AUS        | 1:41,13      | Brent Lakatos CAN   | 1:41,24        | Joshua George USA                  | 1:41,50        |
| T54    | 06.09.12 | David Weir GBR            | 1:37,63      | Marcel Hug SUI      | 1:37,84        | Zhang Lixin CHN                    | 1:37,96        |

### 1500 m
| Klasse | Datum    | Goldmedaille                                    | Goldmedaille | Silbermedaille                                         | Silbermedaille | Bronzemedaille                               | Bronzemedaille |
| Klasse | Datum    | Name (Land)                                     | Zeit (min)   | Name (Land)                                            | Zeit (min)     | Name (Land)                                  | Zeit (min)     |
| ------ | -------- | ----------------------------------------------- | ------------ | ------------------------------------------------------ | -------------- | -------------------------------------------- | -------------- |
| T11    | 03.09.12 | Samwel Mushai Kimani mit James Boit (Guide) KEN | 3:58,37      | Odair Santos mit Carlos Antonio dos Santos (Guide) KEN | 4:03,66        | Jason Dunkerley mit Josh Karanja (Guide) CAN | 4:07,56        |
| T13    | 04.09.12 | Abderrahim Zhiou (T12) TUN                      | 3:48:31 *    | David Korir KEN                                        | 3:48:84 **     | David Devine GBR                             | 3:49,79        |
| T20    | 04.09.12 | Peyman Nasiri Bazanjani IRI                     | 3:58,49      | Daniel Pek POL                                         | 3:59,45        | Rafal Korc POL                               | 3:59,53        |
| T37    | 03.09.12 | Michael McKillop IRL                            | 4:08,11      | Brad Scott AUS                                         | 4:14,47        | Mohamed Charmi TUN                           | 4:14,90        |
| T46    | 04.09.12 | Abraham Cheruiyot Tarbei KEN                    | 3:50,15      | Wondiye Fikre Indelbu ETH                              | 3:50,87        | Samir Nouioua ALG                            | 3:51,80        |
| T54    | 04.09.12 | David Weir GBR                                  | 3:12,09      | Prawat Wahoram THA                                     | 3:12,32        | Kim Gyu Dae KOR                              | 3:12,57        |

* Weltrekord in der Startklasse T12

** Weltrekord in der Startklasse T13

### 5000 m
| Klasse | Datum    | Goldmedaille                                               | Goldmedaille | Silbermedaille             | Silbermedaille | Bronzemedaille    | Bronzemedaille |
| Klasse | Datum    | Name (Land)                                                | Zeit (min)   | Name (Land)                | Zeit (min)     | Name (Land)       | Zeit (min)     |
| ------ | -------- | ---------------------------------------------------------- | ------------ | -------------------------- | -------------- | ----------------- | -------------- |
| T11    | 07.09.12 | Cristian Valenzuela mit Guajardo Christopher als Guide CHI | 15:26,26     | Jason Joseph Dunkerley CAN | 15:34,07       | Shinya Wada JPN   | 15:55,26       |
| T12    | 03.09.12 | El Amin Chentouf MAR                                       | 13:53,76     | Abderrahim Zhiou TUN       | 14:19,97       | Henry Kirwa KEN   | 14:20,76       |
| T54    | 02.09.12 | David Weir GBR                                             | 11:07,65     | Kurt Fearnley AUS          | 11:07,90       | Julien Casoli FRA | 11:08,07       |

### Marathon
| Klasse | Datum    | Goldmedaille                  | Goldmedaille | Silbermedaille                                                       | Silbermedaille | Bronzemedaille             | Bronzemedaille |
| Klasse | Datum    | Name (Land)                   | Zeit (h)     | Name (Land)                                                          | Zeit (h)       | Name (Land)                | Zeit (h)       |
| ------ | -------- | ----------------------------- | ------------ | -------------------------------------------------------------------- | -------------- | -------------------------- | -------------- |
| T12    | 09.09.12 | Alberto Suarez Laso ESP       | 2:24:50      | Elkin Alonso Serna Moreno mit German Naranjo Jaramillo als Guide COL | 2:26:39        | Abderrahim Zhiou TUN       | 2:26:56        |
| T46    | 09.09.12 | Tito Sena BRA                 | 2:30:40      | Abderrahman Ait Khamouch ESP                                         | 2:31:04        | Frederic van den Heede BEL | 2:32:38        |
| T54    | 09.09.12 | David Weir (Leichtathlet) GBR | 1:30:20      | Marcel Hug SUI                                                       | 1:30:21        | Kurt Fearnley AUS          | 1:30:21        |

### 4 × 100 m Staffel
| Klasse  | Datum    | Goldmedaille | Goldmedaille | Silbermedaille                                                                                                 | Silbermedaille | Bronzemedaille | Bronzemedaille |
| Klasse  | Datum    | Name (Land) | Zeit (min)   | Name (Land) | Zeit (min)     | Name (Land) | Zeit (min)     |
| ------- | -------- | --- | ------------ | --- | -------------- | --- | -------------- |
| T11-T13 | 05.09.12 | Russland - Jewgenij Kegelew, T12 - Alexej Labsin, T13 - Fjodor Trikolitsch, T12 - Andrej Koptew, T11 mit Sergej Petritschenko als Guide | 42,66        | Volksrepublik China - Xue Lei, T11 mit Xue Li als Guide - Yuan Yizhi, T12 - Yang Yuqing, T12 - Li Yansong, T12 | 42,68          | Aserbaidschan - Eltschin Muradow, T11 mit Pawel Setin als Guide - Rsa Osmanow, T12 - Oleq Panyutin, T12 - Vladimir Zayets, T12 | 43,92          |
| T42-T46 | 05.09.12 | Südafrika - Samkelo Radebell, T45 - Zivan Smith, T46 - Arnu Fourie, T44 - Oscar Pistorius, T43                                          | 41,78        | Volksrepublik China - Liu Zhiming, T44 - Liu Fuliang, T46 - Xie Hexing, T46 - Xu Zhao, T45                     | 45,25          | Deutschland - Markus Rehm, T44 - Heinrich Popow, T42 - David Behre, T43 - Wojtek Czyz, T42                                     | 45,80          |

### 4 × 400 m Staffel
| Klasse | Datum    | Goldmedaille                                                                                 | Goldmedaille | Silbermedaille                                                                                  | Silbermedaille | Bronzemedaille                                                                                           | Bronzemedaille |
| Klasse | Datum    | Name (Land)                                                                                  | Zeit (min)   | Name (Land)                                                                                     | Zeit (min)     | Name (Land)                                                                                              | Zeit (min)     |
| ------ | -------- | -------------------------------------------------------------------------------------------- | ------------ | ----------------------------------------------------------------------------------------------- | -------------- | --- | -------------- |
| T53/54 | 08.09.12 | Volksrepublik China - Liu Yang, T54 - Liu Chengming, T54 - Li Huzhao, T53 - Zhang Lixin, T54 | 3:05,46      | Thailand - Supachai Koysub, T54 - Saichon Konjen, T54 - Sopa Intasen, T53 - Prawat Wahoram, T54 | 3:13,28        | Australien - Richard Nicholson, T54 - Natheniel Arkley, T54 - Matthew Cameron, T54 - Richard Colman, T53 | 3:13,42        |

### Hochsprung
| Klasse | Datum    | Goldmedaille       | Goldmedaille | Silbermedaille                       | Silbermedaille | Bronzemedaille      | Bronzemedaille |
| Klasse | Datum    | Name (Land)        | Höhe (m)     | Name (Land)                          | Höhe (m)       | Name (Land)         | Höhe (m)       |
| ------ | -------- | ------------------ | ------------ | ------------------------------------ | -------------- | ------------------- | -------------- |
| F42    | 03.09.12 | Iliesa Delana FIJ  | 1,74         | Girisha Hosanagara Nagarajegowda IND | 1,74           | Lukasz Mamczarz POL | 1,74           |
| F46    | 08.09.12 | Maciej Lepiato POL | 2,12         | Jeff Skiba USA                       | 2,04           | Chen Hongjie CHN    | 2,01           |

Weitere Teilnehmer deutschsprachiger Länder:
- Reinhold Bötzel  GER: F46, Platz 7 (1,85 m)

### Weitsprung
| Klasse | Datum    | Goldmedaille                      | Goldmedaille                  | Silbermedaille           | Silbermedaille                | Bronzemedaille                   | Bronzemedaille                |
| Klasse | Datum    | Name, Land, Klasse                | Weite (m), Wind (m/s), Punkte | Name, Land, Klasse       | Weite (m), Wind (m/s), Punkte | Name, Land, Klasse               | Weite (m), Wind (m/s), Punkte |
| ------ | -------- | --------------------------------- | ----------------------------- | ------------------------ | ----------------------------- | -------------------------------- | ----------------------------- |
| F11    | 04.09.12 | Ruslan Katyschew UKR              | 6,46 (+2,2)                   | Lex Gilette USA          | 6,34 (+2,6)                   | Li Duan CHN                      | 6,31 (+2,6)                   |
| F13    | 01.09.12 | Luis Felipe Gutierrez CUB         | 7,54 (+0,9)                   | Angel Jimenez Cabeza CUB | 7,14 (+0,4)                   | Radoslaw Slatanow BUL            | 6,81 (−0,3)                   |
| F20    | 04.09.12 | Jose Antonio Exposito Pineiro ESP | 7,25 (+0,1)                   | Zoran Talic CRO          | 7,25 (+1,2)                   | Lenine Cunha POR                 | 6,95 (+0,7)                   |
| F36    | 05.09.12 | Roman Pawlyk UKR                  | 5,23 (+1,2)                   | Mariusz Sobczak POL      | 5,14 (−0,1)                   | Wladimir Swiridow RUS            | 5,08 (+0,8)                   |
| F37/38 | 05.09.12 | Gotscha Chugajew RUS, F37         | 6,31 (+0,1) 1028 P.           | Ma Yuxi CHN, F37         | 6,26 (+0,2) 1023 P.           | Dyan Buis RSA, F37               | 6,48 (+0,5) 1021 P.           |
| F42/44 | 31.08.12 | Markus Rehm GER, F44              | 7,35 (+1,2) 1093 P.           | Wojtek Czyz GER, F42     | 6,33 (+0,8) 983 P.            | Daniel Wagner Jørgensen DEN, F44 | 6,11 (+0,8) 959 P.            |
| F46    | 03.09.12 | Liu Fuliang CHN                   | 7,15 (+0,5)                   | Arnaud Assoumani FRA     | 7,13 (+0,8)                   | Huseyn Hasanow AZE               | 6,53 (+1,1)                   |

### Dreisprung
| Klasse | Datum    | Goldmedaille       | Goldmedaille          | Silbermedaille       | Silbermedaille        | Bronzemedaille        | Bronzemedaille        |
| Klasse | Datum    | Name, Land, Klasse | Weite (m), Wind (m/s) | Name, Land, Klasse   | Weite (m), Wind (m/s) | Name, Land, Klasse    | Weite (m), Wind (m/s) |
| ------ | -------- | ------------------ | --------------------- | -------------------- | --------------------- | --------------------- | --------------------- |
| F11    | 06.09.12 | Denis Gulin RUS    | 12,91 (+0,2)          | Li Duan CHN          | 12,75 (+0,1)          | Ruslan Katyschew UKR  | 12,50 (+1,6)          |
| F12    | 08.09.12 | Oleg Panjutin AZE  | 15,02 (+0,5)          | Vladimir Zayets AZE  | 15,01 (0,0)           | Dong Hewei CHN        | 14,20 (+0,9)          |
| F46    | 01.09.12 | Liu Fuliang CHN    | 15,20 (+1,1)          | Arnaud Assoumani FRA | 14,28 (−0,8)          | Aliaksandr Subota BLR | 14,20 (+1,4)          |

### Kugelstoßen
| Klasse    | Datum    | Goldmedaille                 | Goldmedaille      | Silbermedaille                      | Silbermedaille    | Bronzemedaille              | Bronzemedaille    |
| Klasse    | Datum    | Name, Land, Klasse           | Weite (m), Punkte | Name, Land, Klasse                  | Weite (m), Punkte | Name, Land, Klasse          | Weite (m), Punkte |
| --------- | -------- | ---------------------------- | ----------------- | ----------------------------------- | ----------------- | --------------------------- | ----------------- |
| F11/12    | 03.09.12 | Andrij Holiwez UKR F12       | 16,25 991 P.      | Wladimir Andrjuschtschenko RUS, F12 | 15,21 966 P.      | Russell Short USA, F12      | 14,73 950 P.      |
| F20       | 07.09.12 | Todd Hodgetts AUS            | 16,29             | Jeffrey Ige SWE                     | 15,50             | Muhammad Ziyad Zolkefli MAS | 15,21             |
| F32/33    | 05.09.12 | Kamel Kardjena ALG, F33      | 12,14 997 P.      | Karim Betina ALG, F32               | 10,37 967 P.      | Mounir Bakiri ALG, F32      | 9,29 949 P.       |
| F34       | 04.09.12 | Azeddine Nouiri MAR          | 13,10             | Mohsen Kaedi IRI                    | 12,94             | Thierry Cibone FRA          | 12,86             |
| F37/38    | 05.09.12 | Xia Dong CHN, F37            | 17,52 1052 P.     | Ibrahim Ahmed Abdelwareth EGY, F38  | 15,53 1007 P.     | Javad Hardani IRI, F38      | 15,43 1005 P.     |
| F40       | 06.09.12 | Wang Zhiming CHN             | 11,75             | Hocine Gherzouli ALG                | 12,91             | Paschalis Stathelakos GRE   | 12,78             |
| F42/44    | 31.08.12 | Jackie Christiansen DEN, F44 | 18,16 1001 P.     | Darko Kralj CRO, F42                | 14,21 987 P.      | Aled Davies GBR, F42        | 13,78 961 P.      |
| F46       | 06.09.12 | Nikita Prochorow RUS         | 15,68             | Hou Zhanbiao CHN                    | 15,57             | Tomasz Rebisz POL           | 15,01             |
| F52/53    | 31.08.12 | Aigars Apinis LAT, F52       | 10,23 1039 P.     | Mauro Maximo MEX, F53               | 8,68 977 P.       | Scot Severn USA, F53        | 8,26 884 P.       |
| F54/55/56 | 01.09.12 | Jalil Bagheri Jeddi IRI, F55 | 11,63 988 P.      | Karol Kozun POL, F55                | 11,36 973 P.      | Robin Womack GBR, F55       | 11,34 972 P.      |
| F57/58    | 04.09.12 | Alexei Aschapatow RUS, F58   | 16,20 989 P.      | Janusz Rokicki POL, F58             | 15,68 960 P.      | Michael Louwrens RSA, F57   | 13,64 958 P.      |

### Diskuswurf
| Klasse    | Datum    | Goldmedaille               | Goldmedaille      | Silbermedaille              | Silbermedaille    | Bronzemedaille               | Bronzemedaille    |
| Klasse    | Datum    | Name, Land, Klasse         | Weite (m), Punkte | Name, Land, Klasse          | Weite (m), Punkte | Name, Land, Klasse           | Weite (m), Punkte |
| --------- | -------- | -------------------------- | ----------------- | --------------------------- | ----------------- | ---------------------------- | ----------------- |
| F11       | 02.09.12 | David Casino ESP           | 38,41             | Wasil Lischtschinskij UKR   | 35,66             | Bil Marinkovic AUT           | 34,59             |
| F32/33/34 | 07.09.12 | Wang Yanzhang CHN, F34     | 49,03 1166 P.     | Hani Alnakhli KSA, F33      | 34,65 1113 P.     | Lahouari Bahlaz ALG, F32     | 22,30 1081 P.     |
| F35/36    | 03.09.12 | Sebastian Dietz GER, F36   | 38,54             | Oleksij Paschkow UKR, F36   | 37,98             | Wang Wenbo CHN, F36          | 37,87             |
| F37/38    | 07.09.12 | Javad Hardani IRI, F38     | 52,91 1024 P.     | Xia Dong CHN, F37           | 55,81 1017 P.     | Tomasz Blatkiewicz POL, F37  | 54,02 1008        |
| F40       | 04.09.12 | Wang Zhiming CHN           | 45,78             | Paschalis Stathelakos GRE   | 44,11             | Jonathan De Souza Santos BRA | 40,49             |
| F42       | 02.09.12 | Aled Davies GBR            | 46,14             | Mehrdad Karam Zadeh IRI     | 44,62             | Wang Lezheng CHN             | 42,81             |
| F44       | 06.09.12 | Jeremy Campbell USA        | 60,05             | Dan Greaves GBR             | 59,01             | Farzad Sepahvand IRI         | 58,39             |
| F51/52/53 | 06.09.12 | Mohamed Berrahal ALG, F51  | 12,37 1093 P.     | Aigars Apinis LAT, F52      | 21,00 1010 P.     | Mohamed Zemzemi TUN, F51     | 11,34 917 P.      |
| F54/55/56 | 05.09.12 | Leonardo Diaz CUB, F56     | 44,63 1019 P.     | Drazenko Mitrovic SRB, F54  | 32,97 1012 P.     | Ali Mohammad Yari IRI, F56   | 41,98 978 P.      |
| F57/58    | 31.08.12 | Alexei Aschapatow RUS, F58 | 60,72 1043 P.     | Rostislav Pohlmann CZE, F57 | 46,89 951 P.      | Metawa Abouelkhir EGY, F58   | 54,19 944 P.      |

### Speerwurf
| Klasse    | Datum    | Goldmedaille                       | Goldmedaille      | Silbermedaille                        | Silbermedaille    | Bronzemedaille                 | Bronzemedaille    |
| Klasse    | Datum    | Name, Land, Klasse                 | Weite (m), Punkte | Name, Land, Klasse                    | Weite (m), Punkte | Name, Land, Klasse             | Weite (m), Punkte |
| --------- | -------- | ---------------------------------- | ----------------- | ------------------------------------- | ----------------- | ------------------------------ | ----------------- |
| F12/13    | 05.09.12 | Zhu Pengkai CHN, F12               | 64,38 1050 P.     | Sajad Nikparast IRI, F12              | 63,15 1035 P.     | Branimir Budetic CRO, F12      | 56,78 943 P.      |
| F33/34    | 01.09.12 | Mohsen Kaedi IRI, F34              | 38,30             | Wang Yanzhang CHN, F34                | 38,23             | Kamel Kardjena ALG, F33        | 26,40             |
| F40       | 07.09.12 | Wang Zhiming CHN                   | 47,95             | Ahmed Naas IRQ                        | 43,27             | Wildan Nukhailawi IRQ          | 42,31             |
| F42       | 07.09.12 | Fu Yanlong CHN                     | 52,79             | Kamran Shokrisalari IRI               | 52,06             | Runar Steinstad NOR            | 48,90             |
| F44       | 02.09.12 | Gao Mingjie CHN                    | 58,53             | Tony Falelavaki FRA                   | 58,21             | Ronald Hertog NED              | 55,83             |
| F52/53    | 04.09.12 | Alphanso Cunningham JAM, F53       | 21,84 985 P.      | Abdolreza Jokar IRI, F53              | 20,72 920 P.      | Mauro Maximo de Jesus MEX, F53 | 20,14 883 P.      |
| F54/55/56 | 08.09.12 | Luis Alberto Zepeda Felix MEX, F54 | 28,07 983 P.      | Alexej Kusnezow RUS, F54              | 27,87 980         | Manolis Stefanoudakis GRE, F54 | 27,37 973         |
| F57/58    | 08.09.12 | Mohammad Khalvandi IRI, F58        | 50,98 1044 P.     | Claudiney Batista dos Santos BRA, F57 | 45,38 1024 P.     | Raed Salem EGY, F58            | 47,90 991 P.      |

Weitere deutsche Teilnehmer:
- Mathias Mester: Klasse F40, Platz 7 (39,67 m)

### Keulenwurf
| Klasse    | Datum    | Goldmedaille                 | Goldmedaille      | Silbermedaille       | Silbermedaille    | Bronzemedaille           | Bronzemedaille    |
| Klasse    | Datum    | Name, Land, Klasse           | Weite (m), Punkte | Name, Land, Klasse   | Weite (m), Punkte | Name, Land, Klasse       | Weite (m), Punkte |
| --------- | -------- | ---------------------------- | ----------------- | -------------------- | ----------------- | ------------------------ | ----------------- |
| F31/32/51 | 31.08.12 | Zeljko Dimitrijevic SRB, F51 | 26,88 1010 P.     | Radim Beles GBR, F51 | 26,67 1004 P.     | Lahouari Bahlaz ALG, F32 | 36,31 1003 P.     |

## Frauen

### 100 m
| Klasse | Datum    | Goldmedaille                         | Goldmedaille | Silbermedaille                               | Silbermedaille | Bronzemedaille          | Bronzemedaille | Wind (m/s) |
| Klasse | Datum    | Name (Land)                          | Zeit (s)     | Name (Land)                                  | Zeit (s)       | Name (Land)             | Zeit (s)       | Wind (m/s) |
| T11    | 05.09.12 | Terezinha Guilhermina BRA            | 12,01        | Jerusa Geber Santos BRA                      | 12,75          | Jhulia Santos BRA       | 12,76          | +1,2       |
| T12    | 02.09.12 | Zhou Guohua CHN mit Li Jie als Guide | 12,05        | Libby Clegg GBR mit Mikail Huggins als Guide | 12,13          | Oksana Boturtschuk UKR  | 12,18          | +0,3       |
| T13    | 06.09.12 | Omara Durand CUB                     | 12,00        | Ilse Hayes RSA                               | 12,41          | Nantenin Keïta FRA      | 12,47          | +0,5       |
| T34    | 31.08.12 | Hannah Cockroft GBR                  | 18,06        | Amy Siemons NED                              | 19,49          | Rosemary Little AUS     | 19,95          | −0,4       |
| T35    | 07.09.12 | Liu Ping CHN                         | 15,44        | Oxana Corso ITA                              | 15,94          | Virginia McLachlan CAN  | 16,42          | −0,1       |
| T36    | 08.09.12 | Jelena Iwanowa RUS                   | 14,44        | Jeon Min Jae KOR                             | 14,70          | Claudia Nicoleitzik GER | 14,88          | +0,7       |
| T37    | 02.09.12 | Mandy Francois-Elie FRA              | 14,08        | Johanna Benson NAM                           | 14,23          | Neda Bahi TUN           | 14,36          | +0,7       |
| T38    | 01.09.12 | Margarita Gontscharowa RUS           | 13,45        | Chen Junfei CHN                              | 13,53          | Inna Stryschak UKR      | 13,64          | −0,9       |
| T42    | 05.09.12 | Martina Caironi ITA                  | 15,87        | Kelly Cartwright AUS                         | 16,14          | Jana Schmidt GER        | 16,19          | −0,3       |
| T44    | 02.09.12 | Marie-Amélie Le Fur FRA              | 13,26        | Marlou van Rhijn NED                         | 13,32          | April Holmes USA        | 13,33          | +0,4       |
| T46    | 05.09.12 | Yunidis Castillo CUB                 | 12,01        | Nikol Rodomakina RUS                         | 12,49          | Wang Yanping POL        | 12,89          | +0,2       |
| T52    | 05.09.12 | Marieke Verpoort BEL                 | 19,69        | Michelle Stilwell CAN                        | 19,80          | Kerry Morgan USA        | 20,68          | −1,9       |
| T53    | 02.09.12 | Huang Lisha CHN                      | 16,42        | Zhou Hongzhuan CHN                           | 16,90          | Angela Ballard AUS      | 17,14          | −0,5       |
| T54    | 08.09.12 | Liu Wenjun CHN                       | 15,82        | Dong Honjiao CHN                             | 15,86          | Tatyana McFadden USA    | 16,15          | +0,5       |

### 200 m
| Klasse | Datum    | Goldmedaille                                                        | Goldmedaille | Silbermedaille                                                       | Silbermedaille | Bronzemedaille                               | Bronzemedaille | Wind (m/s) |
| Klasse | Datum    | Name, Land, ggf. Klasse                                             | Zeit (s)     | Name, Land, ggf. Klasse                                              | Zeit (s)       | Name, Land, ggf. Klasse                      | Zeit (s)       | Wind (m/s) |
| T11    | 02.09.12 | Terezinha Guilhermina mit Soares de Santana Guilherme als Guide BRA | 24,82        | Jerusa Santos Geber mit Luiz Henrique Barboza da Silva als Guide BRA | 26,32          | Jia Juntingxian mit Xu Donglin als Guide CHN | 26,33          | +0,4       |
| T12    | 06.09.12 | Assia el Hannuni FRA                                                | 24,46        | Zhou Guohua CHN                                                      | 24,66          | Zhu Daqing CHN                               | 24,88          | +0,3       |
| T34    | 06.09.12 | Hannah Cockroft GBR                                                 | 31,90        | Amy Siemons NED                                                      | 34,16          | Desiree Vranken NED                          | 35,85          | +0,7       |
| T35    | 31.08.12 | Liu Ping CHN                                                        | 32,72        | Oxana Corso ITA                                                      | 33,68          | Virginia McLachlan CAN                       | 34,31          | 0,0        |
| T36    | 01.09.12 | Jelena Iwanowa RUS                                                  | 30,25        | Min Jae Jeon KOR                                                     | 31,08          | Claudia Nicoleitzik GER                      | 32,08          | 0,0        |
| T37    | 05.09.12 | Johanna Benson NAM                                                  | 29,26        | Bethany Woodward GBR                                                 | 29,65          | Maria Seifert GER                            | 29,86          | +0,4       |
| T38    | 06.09.12 | Chen Junfei CHN                                                     | 27,39        | Margarita Gontscharowa RUS                                           | 27,82          | Inna Stryschak UKR                           | 28,18          | −0,7       |
| T44    | 06.09.12 | Marlou van Rhijn NED, T43                                           | 26,18        | Marie-Amélie Le Fur FRA, T44                                         | 26,76          | Katrin Green GER, T44                        | 27,53          | +1,0       |
| T46    | 01.09.12 | Yunidis Castillo CUB                                                | 24,45        | Alicja Fiodorow POL                                                  | 25,49          | Anrune Liebenberg RSA                        | 25,55          | −0,6       |
| T52    | 01.09.12 | Michelle Stilwell CAN                                               | 33,80        | Marieke Vervoort BEL                                                 | 34,83          | Kerry Morgan USA                             | 36,49          | −0,3       |
| T53    | 06.09.12 | Huang Lisha CHN                                                     | 29,18        | Angela Ballard AUS                                                   | 29,35          | Zhou Hongzhuan CHN                           | 29,40          | +0,7       |

### 400 m
| Klasse | Datum    | Goldmedaille          | Goldmedaille | Silbermedaille             | Silbermedaille | Bronzemedaille                                                     | Bronzemedaille |
| Klasse | Datum    | Name (Land)           | Zeit (s)     | Name (Land)                | Zeit (s)       | Name (Land)                                                        | Zeit (s)       |
| ------ | -------- | --------------------- | ------------ | -------------------------- | -------------- | ------------------------------------------------------------------ | -------------- |
| T12    | 04.09.12 | Assia El'Hannouni FRA | 55,39        | Oxana Boturtschuk UKR      | 55,69          | Daniela Eugenia Velasco Maldonado mit Jose Guadalupe als Guide MEX | 58,51          |
| T13    | 03.09.12 | Omara Durand CUB      | 55,12        | Somaya Bousaid TUN         | 56,83          | Alexandra Dimoglou GRE                                             | 56,91          |
| T37    | 08.09.12 | Neda Bahi TUN         | 1:05,86      | Viktorija Krawtschenko UKR | 1:07,32        | Jewgenija Truschnikowa RUS                                         | 1:07,35        |
| T46    | 08.09.12 | Yunidis Castillo CUB  | 55,72        | Anrune Liebenberg RSA      | 56,65          | Alicja Fiodorow POL                                                | 58,48          |
| T53    | 08.09.12 | Zhou Hongzhuan CHN    | 55,47        | Angela Ballard AUS         | 56,06          | Huang Lisha CHN                                                    | 56,87          |
| T54    | 03.09.12 | Tatyana McFadden USA  | 52,97        | Dong Hongjiao CHN          | 55,43          | Edith Wolf-Hunkeler SUI                                            | 56,25          |

Weitere deutsche Teilnehmer:
- Maike Hausberger: T37, Platz 5, 1:10,45 min
- Isabelle Foerder: T37, Platz 7, 1:13,47 min

### 800 m
| Klasse | Datum    | Goldmedaille         | Goldmedaille | Silbermedaille          | Silbermedaille | Bronzemedaille    | Bronzemedaille |
| Klasse | Datum    | Name (Land)          | Zeit (min)   | Name (Land)             | Zeit (min)     | Name (Land)       | Zeit (min)     |
| ------ | -------- | -------------------- | ------------ | ----------------------- | -------------- | ----------------- | -------------- |
| T53    | 05.09.12 | Zhou Hongzhuan CHN   | 1:52,85      | Huang Lisha CHN         | 1:53,10        | Jessica Galli USA | 1:53,12        |
| T54    | 05.09.12 | Tatyana McFadden USA | 1:45,19      | Edith Wolf-Hunkeler SUI | 1:49,87        | Zou Lihong CHN    | 1:50,31        |

### 1500 m
| Klasse | Datum    | Goldmedaille            | Goldmedaille | Silbermedaille          | Silbermedaille | Bronzemedaille                                          | Bronzemedaille |
| Klasse | Datum    | Name (Land)             | Zeit (min)   | Name (Land)             | Zeit (min)     | Name (Land)                                             | Zeit (min)     |
| ------ | -------- | ----------------------- | ------------ | ----------------------- | -------------- | ------------------------------------------------------- | -------------- |
| T12    | 04.09.12 | Jelena Pautowa RUS, T12 | 4:37,65      | Elena Congost ESP, T12  | 4:43,53        | Annalisa Minetti ITA, T11 mit Andrea Giocondi als Guide | 4:48,88        |
| T20    | 05.09.12 | Barbara Niewiedział POL | 4:35,26      | Arleta Meloch POL       | 4:39,04        | Ilona Biacsi HUN                                        | 4:42,31        |
| T54    | 07.09.12 | Tatyana McFadden USA    | 3:36,42      | Edith Wolf-Hunkeler SUI | 3:36,78        | Shirley Reilly USA                                      | 3:37,03        |

### 5000 m
| Klasse | Datum    | Goldmedaille            | Goldmedaille | Silbermedaille     | Silbermedaille | Bronzemedaille     | Bronzemedaille |
| Klasse | Datum    | Name (Land)             | Zeit (min)   | Name (Land)        | Zeit (min)     | Name (Land)        | Zeit (min)     |
| ------ | -------- | ----------------------- | ------------ | ------------------ | -------------- | ------------------ | -------------- |
| T54    | 02.09.12 | Edith Wolf-Hunkeler SUI | 12:27,87     | Shirley Reilly USA | 12:27,91       | Christie Dawes AUS | 12:28,24       |

### 4 × 100 m Staffel
| Klassen     | Datum    | Goldmedaille | Goldmedaille | Silbermedaille                                                                                | Silbermedaille | Bronzemedaille                                                                                                 | Bronzemedaille |
| Klassen     | Datum    | Land, Namen, Klassen                                                                                                  | Zeit (s)     | Land, Namen, Klassen                                                                          | Zeit (s)       | Land, Namen, Klassen                                                                                           | Zeit (s)       |
| ----------- | -------- | --- | ------------ | --------------------------------------------------------------------------------------------- | -------------- | --- | -------------- |
| T35 bis T38 | 04.09.08 | Russland - Anastasija Owsjannikowa, T37 - Swetlana Sergejewa, T37 - Jelena Iwanowa, T36 - Margarita Gontscharowa, T38 | 54,86        | Volksrepublik China - Xiong Dezhi, T38 - Cao Yuanhang, T37 - Liu Ping, T35 - Chen Junfei, T38 | 55,65          | Vereinigtes Königreich - Olivia Breen, T38 - Bethany Woodward, T37 - Katrina Hart, T37 - Jenny McLoughlin, T37 | 56,08          |

### Marathon
| Klasse | Datum    | Goldmedaille       | Goldmedaille | Silbermedaille   | Silbermedaille | Bronzemedaille  | Bronzemedaille |
| Klasse | Datum    | Name (Land)        | Zeit (h)     | Name (Land)      | Zeit (h)       | Name (Land)     | Zeit (h)       |
| ------ | -------- | ------------------ | ------------ | ---------------- | -------------- | --------------- | -------------- |
| T54    | 09.09.12 | Shirley Reilly USA | 1:46:33      | Shelly Woods GBR | 1:46:34        | Sandra Graf SUI | 1:46:35        |

### Weitsprung
| Klasse | Datum    | Goldmedaille                    | Goldmedaille                      | Silbermedaille           | Silbermedaille                    | Bronzemedaille               | Bronzemedaille                    |
| Klasse | Datum    | Name, Land, Klasse              | Weite (m), Wind (m/s) ggf. Punkte | Name, Land, Klasse       | Weite (m), Wind (m/s) ggf. Punkte | Name, Land, Klasse           | Weite (m), Wind (m/s) ggf. Punkte |
| ------ | -------- | ------------------------------- | --------------------------------- | ------------------------ | --------------------------------- | ---------------------------- | --------------------------------- |
| F11/12 | 07.09.12 | Oksana Subkowska UKR, F12       | 6,60 (−0,9) 1065 P.               | Jia Juntingxian CHN, F11 | 4,73 (−0,8) 930 P.                | Anna Kaniuk BLR, F12         | 5,83 (−0,2) 889 P.                |
| F13    | 07.09.12 | Ilse Hayes RSA                  | 5,70 (+0,8)                       | Lynda Hamri ALG          | 5,31 (+1,0)                       | Anthi Karagianni GRE         | 5,16 (+0,8)                       |
| F20    | 03.09.12 | Karolina Kucharczyk POL         | 6,00 (+1,0)                       | Krestina Schukowa RUS    | 5,38 (+0,9)                       | Mikela Ristoski CRO          | 5,28 (+0,1)                       |
| F37/38 | 31.08.12 | Margarita Gontscharowa RUS, F38 | 4,84 (−0,2)                       | Inna Stryschak UKR, F38  | 4,79 (0,6)                        | Cao Yuanhang CHN, F37        | 4,40 (1,1)                        |
| F42/44 | 02.09.12 | Kelly Cartwright AUS, F42       | 4,38 (−0,5) 1030 P.               | Stef Reid GBR, F44       | 5,28 (−0,6) 1023 P.               | Marie-Amélie Le Fur FRA, F44 | 5,14 (−1,2) 1010 P.               |
| F46    | 02.09.12 | Nikol Rodomakina RUS            | 5,63 (+0,4)                       | Carlee Beattie AUS       | 5,57 (−0,3)                       | Ouyang Jingling CHN          | 5,41 (−1,1)                       |

### Kugelstoßen
| Klasse    | Datum    | Goldmedaille                     | Goldmedaille      | Silbermedaille                | Silbermedaille    | Bronzemedaille           | Bronzemedaille    |
| Klasse    | Datum    | Name, Land, Klasse               | Weite (m), Punkte | Name, Land, Klasse            | Weite (m), Punkte | Name, Land, Klasse       | Weite (m), Punkte |
| --------- | -------- | -------------------------------- | ----------------- | ----------------------------- | ----------------- | ------------------------ | ----------------- |
| F11/12    | 05.09.12 | Assunta Legnante ITA, F11        | 16,74 (1011 P.)   | Tang Hongxia CHN, F11         | 12,47 (1008 P.)   | Zhang Liangmin CHN, F11  | 11,07 (1003 P.)   |
| F20       | 05.09.12 | Ewa Durska POL                   | 13,80             | Anastasija Mysnyk UKR         | 12,67             | Switlana Kudelia UKR     | 12,24             |
| F32/33/34 | 06.09.12 | Birgit Kober GER, F34            | 10,25 (1112 P.)   | Louise Ellery AUS, F32        | 5,90 (895 P.)     | Maroua Ibrahmi TUN, F32  | 5,75 (869 P.)     |
| F35/36    | 02.09.12 | Marija Pomazan UKR, F35          | 12,22 (1062 P.)   | Wang Yun CHN, F35             | 12,07 (1056 P.)   | Wu Qing CHN, F36         | 10,64 (1061 P.)   |
| F37       | 04.09.12 | Mi Na CHN, F37                   | 12,20             | Xu Qiuping CHN, F37           | 11,04             | Eva Berna CZE, F37       | 11,00             |
| F40       | 08.09.12 | Raoua Tlili TUN                  | 9,86              | Meng Genjimisu CHN            | 9,13              | Najat El Garraa MAR      | 8,62              |
| F42/44    | 03.09.12 | Yao Juan CHN, F44                | 13,05 (1055 P.)   | Yang Yue CHN, F44             | 12,22 (980 P.)    | Michaela Flöth GER, F44  | 12,21 (979 P.)    |
| F54/55/56 | 01.09.12 | Liwan Yang CHN, F54              | 7,50 (1057 P.)    | Marianne Buggenhagen GER, F55 | 8,32 (946 P.)     | Angela Madsen USA, F56   | 8,88 (934 P.)     |
| F57/58    | 08.09.12 | Angeles Ortiz Hernandez MEX, F58 | 11,43 1015 P.     | Stela Eneva BUL, F58          | 11,38 1012        | Eucharia Iyiazi NGR, F58 | 11,11 997         |

Weitere deutsche Teilnehmer:
- Ilke Wyludda: F57/57, Platz 5 (10,23 m)

### Diskuswurf
| Klasse    | Datum    | Goldmedaille            | Goldmedaille      | Silbermedaille             | Silbermedaille    | Bronzemedaille               | Bronzemedaille    |
| Klasse    | Datum    | Name, Land, Klasse      | Weite (m), Punkte | Name, Land, Klasse         | Weite (m), Punkte | Name, Land, Klasse           | Weite (m), Punkte |
| --------- | -------- | ----------------------- | ----------------- | -------------------------- | ----------------- | ---------------------------- | ----------------- |
| F11/12    | 01.09.12 | Zhang Liangmin CHN, F11 | 40,13 (997 P.)    | Tang Hongxia CHN, F11      | 39,91 (994 P.)    | Claire Williams GBR, F12     | 39,61 (908 P.)    |
| F35/36    | 31.08.12 | Wu Qing CHN, F36        | 28,01 (1032 P.)   | Marija Pomasan UKR, F35    | 30,12 (1028 P.)   | Katherine Proudfoot AUS, F36 | 25,22 (956 P.)    |
| F37       | 06.09.12 | Mi Na CHN               | 35,35             | Xu Qiuping CHN             | 32,08             | Beverley Jones GBR           | 30,99             |
| F40       | 31.08.12 | Najat El Garaa MAR      | 32,37             | Raoua Tlili TUN            | 31,16             | Genjimisu Meng CHN           | 30,44             |
| F51/52/53 | 07.09.12 | Josie Pearson GBR, F51  | 6,58 (1122 P.)    | Catherine O Neill IRL, F51 | 5,66 880 P.       | Zena Cole USA, F51           | 5,25 (771 P.)     |
| F57/58    | 04.09.12 | Nassima Saifi ALG, F58  | 40,34 (1004 P.)   | Stela Enewa BUL, F58       | 36,56 (926 P.)    | Orla Barry IRL, F57          | 28,12 (921 P.)    |

### Speerwurf
| Klasse       | Datum    | Goldmedaille             | Goldmedaille      | Silbermedaille                  | Silbermedaille    | Bronzemedaille             | Bronzemedaille    |
| Klasse       | Datum    | Name, Land, Klasse       | Weite (m), Punkte | Name, Land, Klasse              | Weite (m), Punkte | Name, Land, Klasse         | Weite (m), Punkte |
| ------------ | -------- | ------------------------ | ----------------- | ------------------------------- | ----------------- | -------------------------- | ----------------- |
| F11/12       | 02.09.12 | Tanja Dragic SRB, F12    | 42,51             | Anna Sorokina RUS, F12          | 38,79             | Natalija Eder AUT, F12     | 38,03             |
| F33/34/52/53 | 03.09.12 | Birgit Kober GER, F34    | 27,03 (1180 P.)   | Marie Brämer-Skowronek GER, F34 | 20,43 (1171 P.)   | Marjaana Huovinen FIN, F34 | 19,47 (1135 P.)   |
| F37/38       | 08.09.12 | Shirlene Coelho BRA, F37 | 37,86 1015 P.     | Jia Qianqian CHN, F37           | 31,62 946 P.      | Georgia Beikoff AUS, F37   | 29,84 914 P.      |
| F46          | 01.09.12 | Katarzyna Piekart POL    | 41,15             | Natalija Gudkowa RUS            | 41,08             | Madeleine Hogan USA        | 38,85             |
| F54/55/56    | 05.09.12 | Yang Liwan CHN, F54      | 17,89 (1022 P.)   | Hania Aidi TUN, F54             | 17,40 (1006 P.)   | Martina Willing GER, F56   | 23,12 (975 P.)    |
| F57/58       | 06.09.12 | Liu Ming CHN, F57        | 23,48 (955 P.)    | Safia Djelal ALG, F58           | 28,87 (953 P.)    | Larissa Wolik RUS, F57     | 21,95 (906 P.)    |

### Keulenwurf
| Klasse    | Datum    | Goldmedaille            | Goldmedaille      | Silbermedaille        | Silbermedaille    | Bronzemedaille          | Bronzemedaille    |
| Klasse    | Datum    | Name, Land, Klasse      | Weite (m), Punkte | Name, Land, Klasse    | Weite (m), Punkte | Name, Land, Klasse      | Weite (m), Punkte |
| --------- | -------- | ----------------------- | ----------------- | --------------------- | ----------------- | ----------------------- | ----------------- |
| F31/32/51 | 01.09.12 | Maroua Ibrahmi TUN, F32 | 22,43 1064 P.     | Mounia Gasmi ALG, F32 | 22,51 1052 P.     | Gemma Prescott GBR, F32 | 20,50 1015 P.     |